# Choiromyces
Choiromyces Vittad. (piestrak) – rodzaj grzybów należący do rodziny truflowatych (Tuberaceae). W Polsce występuje 1 gatunek.

## Systematyka i nazewnictwo
Pozycja w klasyfikacji według Index Fungorum: Tuberaceae, Pezizales, Pezizomycetidae, Pezizomycetes, Pezizomycotina, Ascomycota, Fungi.
Takson utworzyli w 1831 r. Carlo Vittadini i Friedrich Heinrich Wiggers. Jego typem nomenklatorycznym jest Tuber aestivum Vittad. Synonimy: Choeromyces Tul. & C. Tul., Piersonia Harkn., Tartufa (Gray) Kuntze, Tuber sect. Tartufa Gray, Zobelia Opiz.
Niektóre gatunki:
- Choiromyces alveolatus (Harkn.) Trappe 1975
- Choiromyces cookei Gilkey 1954
- Choiromyces ellipsosporus Gilkey 1925
- Choiromyces meandriformis Vittad. 1831 – piestrak jadalny
- Choiromyces tetrasporus Velen. 1939
- Choiromyces venosus (Fr.) Th. Fr. 1909

Wykaz gatunków i nazwy naukowe na podstawie Index Fungorum. Nazwy polskie według M. A. Chmiel.